# Mohamed Ali Diallo
Mohamed Ali Diallo né le 5 mai 1978, est un ancien footballeur international burkinabé, évoluant au poste d'attaquant.
Il évolue entre 1998 et 2002 au club de l'AS Faso-Yennenga, avant de partir pour le Raja Club Athletic où il passe deux saisons très fastes, en remportant la Coupe de la CAF 2003, Championnat du Maroc 2003-2004 et la Coupe du trône 2002, en plus de la finale de la Ligue des champions 2002. Durant cette période, il marque 27 buts avec les Verts et il reste jusqu'à présent le deuxième buteur étranger de l'histoire du Raja CA. 
Il retourne en 2004 à son club formateur où il va jouer jusqu'en 2010 avant de prendre sa retraite sportive.

## Biographie

### En club

#### Débuts au AS Faso-Yennenga
Mohamed Ali Diallo commence sa carrière de football à partir de 1998 en rejoignant le club de l'AS Faso-Yennenga. Ayant rejoint l'un des meilleurs clubs du pays, Mohamed Ali Diallon remporta plusieurs titres avec son équipe. Lors de sa première saison, il ne remporta aucun titre mais lors de la saison suivante il remporte avec son équipe la Coupe de l'UFOA, le championnat national et la supercoupe du Burkina Faso de football. 

#### Triomphes avec le Raja CA
Ses bonnes prestations ne passent pas inaperçus auprès du ténor africain, le Raja Club Athletic qui s'offre ses services durant l'été 2001.  
En 2002, il dispute la finale-aller de la Ligue des champions contre le Zamalek SC, où il est aligné en attaque aux côtés de François Endene et du buteur de la compétition, Hicham Aboucherouane. Le rencontre s'achève sur un score nul et le titre sera joué au match retour. 
Le 13 décembre 2002 au Stade international du Caire, se joue la phase retour, mais cette fois-ci, Ali Diallo sur le banc de touche. Alors que les Verts sont menés au score 1-0, il fait sa rentrée à la 64e minute à la place de Sami Tajeddine, mais c'est sans intérêt puisque le Raja s'incline et perd pour la première fois une finale de Ligue des champions, après ses trois victoires en 1989, 1997 et 1999. 
Le 8 janvier 2003, le Raja remporte la coupe du trône pour la 5e fois de son histoire en battant le MAS de Fès sur le score de 2-0, à la suite des succès de Soulaimane et Bidoudane, avec Diallo sur le banc. 
Le 9 novembre au Stade Roumdé Adjia, les hommes de Henri Michel remportent de la Coupe de la CAF 2003 face aux camerounais du Cotonsport Garoua (0-0), après leur victoire au match aller 2-0 grâce aux buts de Mohamed Ali Diallo et Mustapha Bidoudane. 
Le 20 juin 2004, le Raja est sacré champion du Maroc pour la 8e fois de son histoire après avoir battu le KAC à Kénitra sur le score de 4-1. 
Mohamed Ali Diallo achève son passage au Raja avec 27 buts au compteur, où il se présente comme le deuxième buteur étranger de l'histoire du club. 

#### Retour au Burkina Faso
À l'été 2004, il retourne auprès de son club formateur de l'Association Sportive Faso-Yennenga.

### En sélection nationale
Mohamed Ali Diallo participa également à la coupe d'Afrique des nations de football 2004 avec l'équipe du Burkina Faso de football ou il n'atteindra pas les quarts de finale. Après la CAN, il rentre au pays précisément dans son premier club ou il continue sa carrière depuis 2004.